# براتشي ديساي
براتشي ديساي (بالإنجليزية: Prachi Desai)‏ مواليد 12 سبتمبر 1988 في سورات، غوجارات، الهند، هي ممثلة هندية بدأت مسيرتها الفنية عام 2006.

## الأعمال

### أفلام
- قصتنا

## وصلات خارجية
- براتشي ديساي على موقع IMDb (الإنجليزية)
- براتشي ديساي على موقع ألو سيني (الفرنسية)
- براتشي ديساي على موقع أول موفي (الإنجليزية)
- براتشي ديساي على موقع قاعدة بيانات الفيلم (الإنجليزية)
- براتشي ديساي على موقع كينوبويسك (الروسية)